# ヤヒヤ・シンワル
ヤヒヤ・シンワル（アラビア語: يحيى السنوار、Yaḥyā al-Sinwār、ヤフヤー・アッ＝スィンワール、英語: Yahya Sinwar、1962年10月29日 - 2024年10月16日）は、パレスチナの政治家であり、スンナ派イスラム原理主義組織ハマースの政治局長（最高指導者）。ガザ地区政治局局長（最高幹部、ガザ地区トップ）。アメリカによって国際テロリストに指定されている。アラビア語ではヤフヤー・アッ＝スィンワールと発音されるが、日本のメディア等における慣用表記は主にヤヒヤ・シンワルとなっている。
スパイを残忍な方法で殺害するなど「ハンユニスの殺し屋」と恐れられている。

## 名前

### フルネーム
يحيى إبراهيم حسن السنوار
転写：Yaḥyā Ibrāhīm Ḥasan al-Sinwār
発音：ヤフヤー・イブラーヒーム・ハサン・アッ＝スィンワール
ヤフヤーが本人のファーストネーム、イブラーヒームが父の名前、ハサンが祖父の名前、アッ＝スィンワールが家名。
このうち、最初のファーストネームと最後のラストネーム（ファミリーネーム、家名相当部分）のみ並べて短いフルネーム「ヤフヤー・アッ＝スィンワール（يحيى السنوار、Yaḥyā al-Sinwār）」とするのが一般的である。

### ファーストネーム
本人のファーストネームは يحيى（実際の発音：يَحْيَى、転写：Yaḥyā、ヤフヤー）で、新約聖書に登場する預言者である洗礼者ヨハネの「ヨハネ」、英語圏の男性名「John（ジョン）」に対応したアラブ人名。イスラーム（イスラム教）の聖典クルアーン（コーラン）に預言者としてこの名で登場する。
文語アラビア語ではヤフヤーとヤハヤーが混ざったような発音、口語アラビア語では語末が短母音化してヤフヤ/ヤハヤのような発音となる。

### ラストネーム
ラストネーム（ファミリーネーム、家名）は السنوار（実際の発音：اَلسِّنْوَار（ʾas-sinwār）、転写：al-Sinwār、アッ＝スィンワール）で、一家の元々の居住地であるアスカラーン（عسقلان、ʿAsqalān、ヘブライ語名：アシュケロン）近くのアル＝マジュダル（المجدل、al-Majdal）に見られた家名である。

### カタカナ表記
アラビア語での発音はヤフヤー・アッ＝スィンワールだが、日本語カタカナ表記では定冠詞のアルの省略、原語のスィ（si）音部分をシ（shi）に置き換えることが広く行われているため、日本語メディアではヤヒヤ・シンワルとなっていることが多い。

## 誕生 - 大学時代
1962年、ガザ地区のハーンユーニス難民キャンプで誕生。生誕日はソースにより10月7日、10月29日などとなっておりまちまちである。
一家は元々アスカラーン（عسقلان、ʿAsqalān、ヘブライ語名：アシュケロン）近くのアル＝マジュダル（المجدل, al-Majdal）に居住していたが、1948年に難民となりハーンユーニスに移住した。
同地で高校を卒業後、ガザ・イスラーム大学でアラビア語を専攻するとともに学生活動に従事したが、ムスリム同胞団系のイスラム主義的な学生組織だったことから1982年にイスラエルによって複数回逮捕。1985年にも逮捕され8ヶ月の刑期を言い渡されている。
なお、アラビア語を専攻し学位を取得していることから、ハマースの活動以外の職業ないしは本業として「アラビア語教師」と記載されているアラビア語記事なども見られる。

## 治安機関の設立

### 設立の経緯
1985年、地域内の治安保持とスパイ摘発活動を行う治安部門を設立した。これは現在のハマース治安部門の元となり、組織としてのハマースが正式に発足した1987年よりも前に誕生した形となった。
同組織のトップに立ったのはヤヒヤ・シンワル（ヤフヤー・アッ＝スィンワール）ならびにラウヒー・ムシュタハー（روحي مشتهى、Rawḥī Mushtahā、英字表記：Rawhi Mushtaha）だった。
このうちハマース指導者だったアフマド・ヤースィーンに治安部門設立を進言したのがヤヒヤ・シンワル（ヤフヤー・アッ＝スィンワール）だったとされている。

### 名称
名称はムナッザマト・アル＝ジハード・ワ・アッ＝ダアワ（アラビア語：منظمة الجهاد والدعوة、Munaẓẓamat al-Jihād wa al-Daʿwa（ないしはal-Daʿwah）、「ジハードと宣教の組織」の意）と呼ばれ、現在もハマースの治安部門はこの名前で呼ばれている。
略称は頭文字をとった頭字語（アクロニム）で「栄光、名誉」という意味を持つ名詞と同じつづり・発音の「Majd」（مجد, マジュド）ないしはそれに定冠詞を付した「al-Majd」（المجد, アル＝マジュド）である。

## 第1次インティファーダ発生とハマース

### ハマース誕生
パレスチナで対イスラエル抵抗運動としての民衆蜂起インティファーダが起こった1987年にムスリム同胞団系のイスラム主義組織「イスラーム抵抗運動」（アラビア語：حركة المقاومة الإسلامية、Ḥarakat al-Muqāwama al-Islāmīya、ハラカト・アル＝ムカーワマ・アル＝イスラーミーヤ）こと「ハマース」（حماس、Ḥamās、上記名称の略称）の設立が12月に発表され、活動を開始した。

### 軍事部門の整備
民衆らによる原始的手段での抵抗活動に限界を見出したヤヒヤ・シンワル（ヤフヤー・アッ＝スィンワール）はハマースの軍事部門整備を進め、「パレスチナのジハード戦士たち」（المجاهدون الفلسطينيون、al-mujāhidūn al-Filasṭīnīyūn、アル＝ムジャーヒドゥーン・アル＝フィラスティーニーユーン、英訳：Palestinian Mujahideen）立ち上げに携わった。
この組織自体は1987年のハマース設立発表よりも前の1984年にアフマド・ヤースィーンによって作られたムスリム同胞団系の武装組織を再編したもので、当初は秘密組織として扱われておりハマース結成よりも先に対イスラエル活動を展開していた。
「パレスチナのジハード戦士たち」は1991年に改称、イッズッディーン・アル＝カッサーム旅団（كتائب عز الدين القسام、Katāʾib ʿIzz al-Dīn al-Qassām、カターイブ・イッズッディーン・アル＝カッサーム）として活動を続けている。

## 逮捕と獄中生活
ヤヒヤ・シンワル（ヤフヤー・アッ＝スィンワール）はスパイ摘発やイスラエル兵殺害などに従事していたため。1988年10月20日にイスラエルによって刑期30年に加え4回分の終身刑を言い渡された。
獄中ではイスラエルに収監されているハマース組織員らのリーダー的存在として活動。複数回のハンガーストライキと遂行するなどしたが、各刑務所を移動しながらの生活で胃炎を患い吐血するに至った。2回脱獄を試みたがいずれも失敗。2回目の脱獄失敗後に頭痛と高熱を発症、囚人らの要求により診察を受けることができたが、脳梗塞と判明しイスラエル側が実施した7時間にわたる外科手術により回復した。

## 出所後の活動

### ハマース政治局メンバーとしての幹部活動
2011年、パレスチナ側の捕虜となっていたギルアド・シャリートの返還を含む捕虜・囚人交換取引によって出所すると、ハマースの幹部として活動を再開。
2012年の組織内選挙で当選し、同組織の運営を担う政治局のメンバーとなり、イッズッディーン・アル＝カッサーム旅団（كتائب عز الدين القسام、Katāʾib ʿIzz al-Dīn al-Qassām、カターイブ・イッズッディーン・アル＝カッサーム）の責任者となった。ハマースにおける軍事部門の責任者を務めたことから、しばしば「ハマースの防衛大臣」と呼ばれるようになった。

### 2014年ガザ侵攻
2014年にイスラエルによるガザ侵攻が起こると、ハマース内の政治部門と軍事部門を連携する人物として大きな役割を果たした。また指導部の再評価を実施し、多くの要人メンバーらの解任が起こった。

### イスラエル人捕虜担当
2015年、ハマースにより捕らえられたイスラエル人捕虜らの責任者に任命され、イスラエル側との交渉を担当することとなった。
また同年、アメリカ合衆国によって国際テロリストのリストに追加された。

### ガザ地区のハマース政治局トップとして
2017年2月13日にガザ地区のハマース政治局局長に選出され、イスマーイール・ハニーヤ（ハニーエ）の後任としてガザ地区における最高指導者に相当する地位に就いた。
2021年3月に再選され、2期目として引き続き4年間ガザ地区のハマーストップとして続投することが決まった。
2023年10月7日には「アクサーの大洪水」（طوفان الأقصى, Ṭufān al-Aqṣā, トゥーファーン・アル＝アクサー）と呼ばれる対イスラエル攻撃作戦が開始したが、これは長年ハマースの軍事部門に身を置いてきた彼による考案・主導だったとされている。

## ガザ地区におけるハマースの指導者（2017年～現在）
2017年2月にシンワルはイスマーイール・ハニーヤの後を引き継ぎ、組織内選挙によりガザ地区ハマースの指導者に選出された。 3月にシンワルはハマースが管理するガザ地区の行政委員会を設立したが、これはラマラのパレスチナ自治政府とのいかなる権力共有にも反対することを意味した。また、シンワルはイスラエルとのいかなる和解も拒否した。  シンワルはパレスチナの過激派に対し、さらに多くのイスラエル国防軍兵士を捕虜にするよう呼びかけた。
2017年9月に隣国のエジプトでハマースとパレスチナ自治政府との新たな交渉が始まり、シンワルはガザ地区ハマース行政委員会を解散することに同意した。最近では、 2017年にイスラエルの新たな機密技術によって閉鎖される前に、ムハンマド・デイフが戦闘員をイスラエルに忍び込ませるために使用しようとしたトンネルの使用を拒否するガザ地区の強硬派の声を黙らせた。
2018年5月16日にシンワルはアルジャジーラでの予期せぬ発表で、ハマースは「平和的で民衆の抵抗」を追求すると述べ、多くの国からテロ組織とみなされているハマースがイスラエルとの交渉で役割を果たす可能性を切り開いた。 1週間前にシンワルはガザ人にイスラエルの包囲を突破するよう奨励し、「我々は抑圧と屈辱で死ぬよりは殉教者として死ぬ方がマシだ」と述べ、さらに「我々には死ぬ準備ができており、何万人もの人々が死ぬだろう」と付け加えた。
2020年12月1日にシンワルは新型コロナウイルス感染症検査で陽性反応を示し、保健当局のアドバイスに従って予防措置を講じていたと伝えられている。ハマースの広報担当者も、同氏は「健康状態は良好で、通常通り職務を遂行している」と述べた。 
2021年3月に秘密裏に行われた選挙でハマース・ガザ支部長として2期目の4年間に選出された。彼はガザにおけるハマースの最高指導者であり、ガザの事実上の支配者であり、ハニヤに次ぐハマースの2番目に強力なメンバーでもある。
2021年5月15日にイスラエルによる空爆がハマース指導者の自宅を攻撃したと報じられたが、死者や負傷者の直接の詳細は発表されていない。この空爆は、イスラエルとパレスチナの間の緊張が高まる中、ガザ南部のハーンユニス地域で行われた。
その後の1週間でシンワルは少なくとも4回は公の場に姿を現し、イスラエルに揺さぶりをかけ、停戦はしたものの公の場に姿を現せば攻撃を加える用意があると語ったイスラエル国防大臣に対する回答を行動で示したとの評価を支持者らから得たという。
2021年5月27日の記者会見後には徒歩で帰途につきガザの街中を伴を（ほぼ）連れていない状態で練り歩くなどしてイスラエル側からの暗殺企図に対して対決姿勢を示した。シンワルはこの時60分の猶予をベニー・ガンツに与えると語り、暗殺する男気があるならば実行に移せば良い、自分は新型コロナウイルスで死ぬぐらいならばF-16で爆撃され殉死する方を選ぶと相手側を挑発。市民らからによる握手やスマートフォンによる記念写真撮影の求めに応じるなどして支持基盤を固めた形となった。

## 2023年パレスチナ・イスラエル戦争

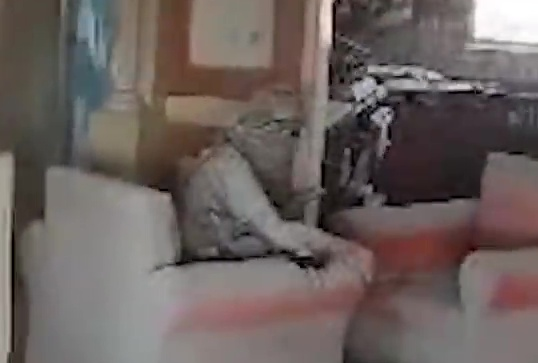
殺害される直前のシンワル

シンワルはムハンマド・デイフとともに、2023年のハマスによるイスラエル攻撃の主導者とみなされている。ただし、ハマスは政治部門と軍事部門が厳格に分離されており、ガザの政治部門の指導者だったシンワルは、計画に密接に関わっていたとしても主導したわけではないという説もある。この攻撃により、ガザでは2670人、イスラエル側で1400人(2023年11月10日タイム・オブ・イスラエル紙は1134人と報道)が死亡した。
2023年パレスチナ・イスラエル戦争で3週間の紛争が続いた後、シンワルは、紛争で誘拐された人質全員の解放と引き換えに、イスラエルに監禁されているパレスチナ人全員の解放を提案した。 伝えられるところによれば、シンワルは戦争の初期に人質を訪問し、彼らに危害を加えないと約束した。人質の一人が恥を知るべきだと言うと、シンワルは沈黙したと言う。
11月7日にイスラエルはガザ市を包囲した後、シンワルをガザ市の地下壕に「閉じ込めた」と主張した。イスラエルが散布したビラには、シンワルの位置に関する情報提供に対して40万ドルの報奨金が支払われると書かれていた。
2024年2月までにイスラエル国防軍はシンワルがハーンユーニスからラファフに移動したと考えていた。 イスラエル国防軍によれば、シンワルは常に移動しているため、ハマスを個人的に指揮することはできない。 2月13日、イスラエル国防軍は10月10日付けの防犯カメラ映像を公開し、シンワルとその妻子、そして弟のイブラヒムがハーンユーニスのハマスのトンネル群にいる様子を映した。 イスラエル国防軍は、シンワルを見つけるために情報を収集し、ハマスの司令官とその親族を尋問していると述べた。
2024年5月20日、国際刑事裁判所（ICC）のカリム・カーン主任検察官がパレスチナ・イスラエル戦争における状況を踏まえ、イスラエルのネタニヤフ首相とガラント国防相、ハマース幹部のハニーヤ政治局長、軍事部門トップのデイフと共に、シンワルに逮捕状を請求することが明らかにされた。
同年8月6日、イラン訪問中に暗殺されたハニヤの後任の政治局長に就任した。

### シンワルの死
同年10月17日、イスラエル軍は前日16日の戦闘でシンワルを殺害した可能性があると発表した。同年10月18日、イスラエル軍は16日の戦闘に死亡したハマースの戦闘員3人のDNA鑑定を行い、そのうち1人がシンワルであると確認した。10月18日、ハマースもまたシンワルが死亡したことを認めた。
死後、弟のムハンマド・アッ＝スィンワール（ムハンマド・シンワル）が指導者の座についた。そのムハンマドも翌2025年5月13日にイスラエル軍の空爆を受け死亡し、また別の兄弟で大学講師のザカリアがやはりイスラエル軍の空爆を受け5月17日に死亡したと報じられた。イスラエルのネタニヤフ首相は5月21日にムハンマドを恐らく殺害したと認め、28日には正式に殺害を表明した。